# Super Liga Femenil de Fútbol
Super Liga Femenil de Fútbol – najwyższy poziom kobiecych rozgrywek piłkarskich w Meksyku.
Liga została założona w 2007 roku. Podobnie jak w przypadku męskiego futbolu meksykańskiego, każde rozgrywki dzielą się na dwa półroczne sezony – Apertura i Clausura. Drużyny są podzielone na dwie grupy, w których rozgrywają mecze między sobą; z każdej grupy do decydującej o mistrzostwie fazie play-off awansują cztery drużyny (we wcześniejszych latach osiem). Zwycięzca dwumeczu finałowego zostaje automatycznie mistrzem Meksyku kobiet, natomiast drugi finalista zdobywa tytuł wicemistrzowski.

## Wyniki
| Sezon     | Faza     | Pierwsze miejsce | Drugie miejsce  | Król strzelców                       |
| --------- | -------- | ---------------- | --------------- | ------------------------------------ |
| 2007/2008 | Apertura | Dragonas Oriente | Leonas Negras   | Erika García (Dragonas Oriente, 21 ) |
| 2007/2008 | Clausura | Morelia          | Oro             | Yuritzi Gil (Morelia, 22 )           |
| 2008/2009 | Apertura | Morelia          | Guadalajara     | Yuritzi Gil (Morelia, 19 )           |
| 2008/2009 | Clausura | Guadalajara      | Andrea's Soccer | Alejandra Vélez (Guadalajara, 30 )   |
| 2009/2010 | Apertura | Morelia          | Real Celeste    | Erika Cruz (Tepatitlán, 16 )         |
| 2009/2010 | Apertura | Morelia          | Real Celeste    | Karla Reyes (Cuautla, 16 )           |
| 2009/2010 | Clausura | Leonas Negras    | Tlaquepaque     | Erika García (Real Celeste, 18 )     |
| 2010/2011 | Apertura | Real Celeste     | Morelia         | Erika García (Real Celeste, 22 )     |
| 2010/2011 | Clausura | Real Celeste     | Morelia         | Erika García (Real Celeste, 19 )     |
| 2011/2012 | Apertura | Morelia          | Real Celeste    | Diana Evangelista (UCOL, 26 )        |
| 2011/2012 | Clausura |                  |                 |                                      |